# یواس‌اس دی-۲ (اس‌اس-۱۸)
یواس‌اس دی-۲ (اس‌اس-۱۸) (به انگلیسی: USS D-2 (SS-18)) یک زیردریایی بود که طول آن ۱۳۴ فوت ۱۰ اینچ (۴۱٫۱۰ متر) بود. این زیردریایی در سال ۱۹۰۹ ساخته شد.